# Oligonychus lagodechii
Oligonychus lagodechii är en spindeldjursart som beskrevs av Livshits och P. Mitrofanov 1969. Oligonychus lagodechii ingår i släktet Oligonychus och familjen Tetranychidae. Inga underarter finns listade i Catalogue of Life.